# タンパベイ・ミューティニー
タンバベイ・ミューティニー（Tampa Bay Mutiny）は、アメリカ合衆国フロリダ州タンパにホームを置き、1996年から2001年までメジャーリーグサッカーに参加していたサッカークラブである。
1996年から1998年までフーリハン・スタジアム、1999年から2001年までレイモンド・ジェームス・スタジアムをホームスタジアムに使用した。
1996年シーズン東カンファレンスで1位となり、このときの勝ち点が東西カンファレンス合わせてトップの58だったため、1998年のMLSサポーターズ・シールド設立時に遡及して同賞を授与された。

## タイトル

### 国内タイトル
- MLSサポーターズ・シールド:1回
  - 1996

### 国際タイトル
なし

## 過去の成績
| 年   | レギュラーシーズン | プレーオフ | オープンカップ |
| ---- | ------------------ | ---------- | -------------- |
| 1996 | 東1位              | ベスト4    | ベスト8        |
| 1997 | 東2位              | ベスト8    | ベスト8        |
| 1998 | 東5位              | -          | ベスト8        |
| 1999 | 東3位              | ベスト8    | ベスト8        |
| 2000 | 中2位              | ベスト8    | ベスト16       |
| 2001 | 中4位              | -          | ベスト32       |

## 歴代在籍選手
- ジュゼッペ・ガルデリシ 1996-1997
- カルロス・バルデラマ 1996-1997, 1999-2001
- トーマス・ラヴェリ 1998-1999